# Drets del col·lectiu LGBT a Burkina Faso

Aquest és un article sobre els drets LGBT a Burkina Faso. Les persones lesbianes, gais, bisexuals i transsexuals a Burkina Faso han d'afrontar reptes legals que no experimenten els residents no LGBT. Burkina Faso no té lleis que prohibeixin les actes sexuals privades del mateix sexe.

## Lleis relatives als actes sexuals del mateix sexe
L'activitat sexual masculina i femenina amb persones del mateix sexe sempre ha estat legal a Burkina Faso. L'edat de consentiment sexual és igual, independentment del sexe des de 1996.

## Reconeixement de sindicats del mateix sexe
La Constitució de Burkina Faso no autoritza el matrimoni del mateix sexe i defineix matrimoni com una unió entre un home i una dona.
| « | La família és la cèl·lula bàsica de la societat. L'Estat l'ha de protegir. El matrimoni es basa en el lliure consentiment de l'home i la dona. Es prohibeix qualsevol discriminació basada en raça, color, religió, ètnia, casta, origen social, fortuna en el matrimoni: els nens són iguals en drets i deures en les relacions familiars: els pares tenen el dret i el deure naturals d'educar els seus fills. Els han de respectar i ajudar. | » |

## Adopció de nens
Segons el Departament d'Estat dels Estats Units, "Casat, en convivència, parelles heterosexuals que han estat casades durant almenys cinc anys poden adoptar un fill. Els solters sols gairebé mai no estan autoritzats a adoptar fills a Burkina Faso".

## Condicions de vida
L'Informe de Drets Humans de 2011 del Departament d'Estat dels Estats Units va trobar que,
| « | La llei no discrimina sobre la base de l'orientació sexual en treball i ocupació, habitatge, apàtrides o accés a educació o sanitat. Tanmateix, la discriminació social per orientació sexual i identitat de gènere continua sent un problema. Les creences religioses i tradicionals no accepten l'homosexualitat, i les lesbianes, homosexuals, bisexuals i transgènere (LGBT) eren ocasionalment víctimes d'abús verbal i físic. No hi havia informes que el govern respongués a la violència social i la discriminació contra aquestes persones. Les organitzacions LGTB no tenien presència legal al país, però existien de forma no oficial. No hi havia informes de violència governamental o social contra aquestes organitzacions. | » |

## Taula resum
| Activitat sexual legal amb el mateix sexe                     | (Sempre legal)                          |
| Mateixa edat de consentiment                                  | (Des de 1996)                           |
| Lleis antidiscriminació a la feina                            | No                                      |
| Lleis antidiscriminació en la prestació de béns i serveis     | No                                      |
| Matrimoni del mateix sexe                                     | (Prohibició constitucional des de 1991) |
| Lleis antidiscriminació en el discurs de l'odi i la violència | No                                      |
| Reconeixement de les parelles del mateix sexe                 | No                                      |
| Adopció de fillastres per parelles del mateix sexe            | No                                      |
| Adopció conjunta per parelles del mateix sexe                 | No                                      |
| Prestació de servei militar per gais i lesbianes              |                                         |
| Dret legal a canviar de gènere                                |                                         |
| Accés a la fecundació in vitro per lesbianes                  | No                                      |
| Subrogació comercial per a parelles d'homes homosexuals       | No                                      |
| Permís per donar sang als MSMs                                | No                                      |